# Morze Lakkadiwskie
Morze Lakkadiwskie, Morze Lakszadiwskie – morze na Oceanie Indyjskim między Wybrzeżem Malabarskim w Indiach a archipelagami Lakszadiwów i Malediwów.

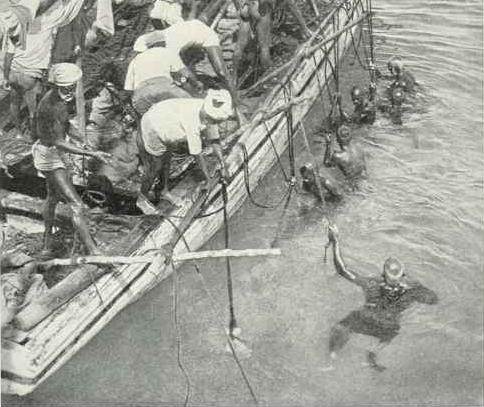
Połów pereł na Morzu Lakkadiwskim u wybrzeży Cejlonu w roku 1926

Powierzchnia 786 tys. km², średnia głębokość 1929 m, maksymalna głębokość 4131 m. Średnia temperatura wód w miesiącach letnich 26-28 °C, w miesiącach zimowych 25 °C. Zasolenie od 34‰ na północy do 35,5‰ w południowej części morza.